# تاداتوشی آکیبا
تاداتوشی آکیبا (انگلیسی: 秋葉 忠 利 ,Akiba Tadatoshi،)؛ (زاده: آراکاوا، توکیو ۳ نوامبر۱۹۴۲) ریاضی‌دان، استاد دانشگاه، و سیاست‌مدار اهل ژاپن است و از سال ۱۹۹۹ تا ۲۰۱۱ شهردار شهر هیروشیما ژاپن بود.

## زندگی‌نامه
او در رشته ریاضی از دانشگاه توکیو فارغ‌التحصیل شد، در سال ۱۹۶۶ استادیار دوره کارشناسی و در سال۱۹۶۸ موفق به اخذ کارشناسی ارشد در رشته ریاضی شد. وی برای ادامه تحصیل به مؤسسه فناوری ماساچوست رفت و زیر نظر جان میلنور به تحصیلات خود ادامه داد و در سال ۱۹۷۰ دکترای خود را در ریاضیات کسب کرد. وی سپس در دانشگاه‌های مختلف آمریکا و ژاپن تدریس کرد از جمله در دانشگاه استونی بروک (۱۹۷۰)، دانشگاه تافتس (۱۹۸۶–۱۹۷۲) و دانشگاه هیروشیما شودو (۱۹۸۶–۱۹۹۷). تحقیق او بر روی توپولوژی (ریاضی) تحلیل موضعی بود، ضمن این که به هموتوپی هم علاقه‌مند بود یعنی هنگامی که یکی از دو تابع پیوسته از یک فضای توپولوژیک بتوانند به‌طور پیوسته تغییر شکل دهند و به دیگری تبدیل شود یک هموتوپی بین دو تابع جبری شکل می‌گیرد.

## مناصب
به عنوان عضو حزب سوسیال دموکرات، او در مجلس نمایندگان انتخاب شد و از سال ۱۹۹۰ تا ۱۹۹۹ نماینده مجلس بود. تاداتوشی در ماه فوریه سال ۱۹۹۹ به عنوان شهردار هیروشیما در صدر هیئت رئیسه انتخاب شد و در سال ۲۰۰۳ و همچنین در آوریل ۲۰۰۷ دوباره در این سمت انتخاب گردید.

## فعالیت‌های صلح
او در زمره شهرداران صلح بود. درحالی که در امور شهرداری فعال بود در سازمان‌های صلح‌طلب فعالیت می‌کرد و به عنوان رئیس هیئت در کنفرانس‌های جهانی شرکت داشت. هدف کمیته بین‌المللی ۲۰۲۰ که در سال ۲۰۰۳ برگزار گردید، از بین بردن جنگ‌افزار هسته‌ای بود، تاداتوشی در این کنفراس به عنوان «شهردار صلح» شناخته شد و جایزه جهانی شهروندی را از «بنیاد صلح» هسته‌ای در سال ۲۰۰۴، دریافت کرد «جایزه‌شان مکبراید» را از دفتر بین‌المللی صلح در سال ۲۰۰۶ به وی داده شد و برنده جایزه آینده هسته‌ای از بنیاد فرانتس مول در سال ۲۰۰۷ شد. او همچنین طرفدار لغو جنگ‌افزار هسته‌ای بود و از منتقدان جرج دابلیو. بوش به‌شمار می‌رفت. وی همچنین از ماه مه سال ۲۰۰۷ به عنوان مشاور در شورای آینده جهان انتخاب شد.
در سال ۲۰۰۷ او جایزهٔ آینده هسته‌ای را در خصوص راه حل‌ها دریافت کرد.
او در سال ۲۰۰۸ جایزه شهردار جهانی را برای مدت طولانی به خود اختصاص داد، اما موفق نشد رکورد مشابه شهردار کیپ تاون، هلن زیل در آفریقای جنوبی را به دست آورد
در ۲۱ ژانویه ۲۰۱۰، او در جلسه هفتمین کنفرانس شهرداری‌های ایالات متحده به عنوان سخنران مهمان ویژه شرکت کرد و در این جلسه که در کاخ سفید برگزار شد با باراک اوباما رئیس‌جمهور ایالات متحده دیدار کرد. او تا کنون تنها ۴ بار شهردار هیروشیما است که رسماً به اندازه یک رئیس‌جمهور خدمت کرده‌است.
تاداتاشی در ماه اوت ۲۰۱۰ جایزه رامون ماگسای سای را برای حمایت از خلع سلاح هسته‌ای دریافت کرد و در آوریل ۲۰۱۳، مدال صلح اتو هان از انجمن سازمان ملل متحد آلمان (DGVN) را از شهردار و فرمانداری برلین دریافت نمود.

## فعالیت‌ها

### ترجمه
- Linear algebra / Ichiro Satake ; translated by Sebastian Koh, Tadatoshi Akiba, Shin-ichiro Ihara